# 이집트 제9왕조
이집트 제9왕조는 이집트 제1중간기의 한 시기이다. 왕조의 정확한 시기는 알 수 없으나, 오래가지는 못했던 것으로 보인다. 시기는 대략 기원전 2160년부터 기원전 2130년까지 30년간을 지속한 것으로 판단된다.
이집트 제6왕조가 무너진 후, 전국에 있는 지방 세력들이 각자 자신들의 영역을 구축한다. 제9왕조의 창설자들은 헤라클레오폴리스에 지방 소국으로 자리를 잡았다.

## 알려진 역대 파라오
앞선 제7, 제8왕조와 마찬가지로, 제9왕조의 파라오들도 확실한 기록을 남기지 않았다. 또한 아비도스 왕 목록과 사카라 석판에 이 시기를 고대 이집트의 안좋은 역사로 간주하여 이들의 존재를 고의적으로 지운 흔적이 있기 때문에, 이들의 존재를 확인하기란 매우 어렵다. 마네토 역시 케티 1세만 언급하고 나머지 파라오들은 언급하지도 않았다.
- 케티 1세
- 네페르카레 7세
- 케티 2세 - 토리노 파피루스에서만 등장(토리노 4-21)
- 세넨??? - 토리노 파피루스에서만 등장(토리노 4-22)
- 케티 3세 - 토리노 파피루스에서만 등장(토리노 4-23)
- 케티 4세(메리이브레) - 토리노 파피루스에서만 등장(토리노 4-24)
- 정체불명의 파라오
- 셰드??? - 토리노 파피루스에서만 등장(토리노 4-25)
- 흐??? - 토리노 파피루스에서만 등장(토리노 4-26)
- 정체불명의 파라오 3명